# Ludwigia ovalis
Ludwigia ovalis är en dunörtsväxtart som beskrevs av Friedrich Anton Wilhelm Miquel. Ludwigia ovalis ingår i släktet ludwigior, och familjen dunörtsväxter. Inga underarter finns listade i Catalogue of Life.

## Bildgalleri

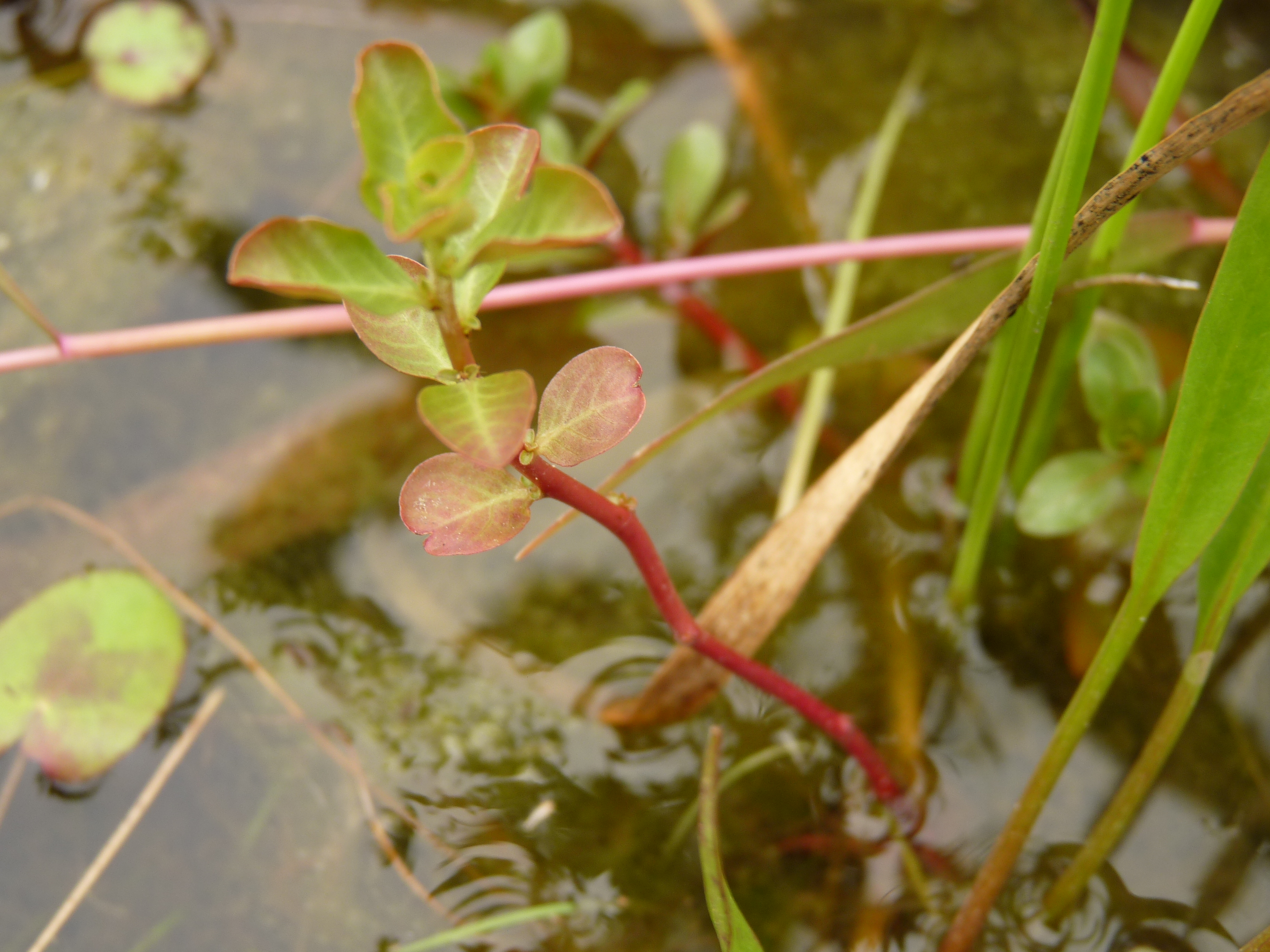